# 日本よ、世界の真ん中で咲き誇れ
『日本よ、世界の真ん中で咲き誇れ』（にほんよ、せかいのまんなかでさきほこれ）は、2013年12月16日にワックから発行された書籍。当時内閣総理大臣の安倍晋三と作家百田尚樹の対談集であり、「取り戻すべき日本の姿」について語り合った書とされる。
『新政界往来』の書評では、「本格派投手と打者の対決のようで、政治の要諦が見えてくる」対談集であると評されている。そして「取り戻すべき日本とは、日本の芯であろう」とし、使命感のほかに「しなやかな強さ」も兼ね備えた「世界に誇れる指導者こそ日本の好運である」としている。一方、斎藤美奈子による『週刊朝日』の書評では、「2人の仲良しぶりを披瀝した」書であり「気持ち悪いほどの相思相愛ぶり」と評されている。そして百田について「発想法も好む用語も安いウヨクのそれ」と批判し、また「首相のいいたいことを代弁するのも得意」とされている。